# Jeanne d'Armagnac
Jeanne d'Armagnac, duchesse de Berry, née vers 1346 et morte à Poitiers le 30 janvier 1388, est une aristocrate française de la Maison d'Armagnac ; elle est la fille aînée du comte Jean Ier d'Armagnac et de la comtesse de Charolais Béatrice de Clermont, petite-fille de Robert de Clermont. Elle épouse en 1360 le duc Jean Ier de Berry.

## Mariage et descendance
Elle entre dans la maison de Valois par son mariage, Jean de Berry étant le troisième fils du roi Jean II le Bon et de sa première épouse Bonne de Luxembourg. Elle est mariée à 12 ans, le 17 octobre 1359, à Rodez : le mariage devra être renouvelé après obtention d’une bulle de dispense pontificale, le 24 juin 1360 à Carcassonne, veille du départ de Jean de Berry pour l'Angleterre où il a été donné comme otage aux Anglais après la défaite désastreuse de Poitiers ; Jean reste prisonnier en Angleterre jusqu'en 1367. Jeanne apporte une dot de cent mille florins d'or.
Sept enfants sont nés de ce mariage :
- Bonne (1367-1435)[6], vicomtesse de Carlat et de Murat ; elle épouse en 1377 Amédée VII de Savoie et sera la mère d'Amédée VIII de Savoie, antipape sous le nom de Félix V, puis en 1393 son cousin Bernard VII, comte d'Armagnac ;
- Jeanne, morte jeune vers 1375[7] ;
- Charles, comte de Montpensier (1362-1382) ;
- Béatrix, morte âgée de quelques mois en avril 1374[7] ;
- Jean (1377-1397), comte de Montpensier ; il épouse en 1386 Catherine de France, fille du roi Charles V, puis en 1390 Anne de Bourbon ;
- Louis, mort jeune[7] ;
- Marie, (1375[7]-1434), duchesse d'Auvergne et comtesse de Montpensier, mariée successivement : 1) en 1386 à Louis III de Châtillon, mort en 1391 ; 2) en 1393 à Philippe d'Artois, comte d'Eu - leur fille, Bonne d'Artois, sera la seconde épouse de Philippe le Bon, duc de Bourgogne ; 3) en 1401 au duc Jean Ier de Bourbon.